# 667
Năm 667 là một năm trong lịch Julius.